# 拉森县
拉森县（英語：Lassen County）是美国加利福尼亚州的一个县，東鄰内华达州，面積12,225.7平方公里。根据2020年人口普查，共有人口32,730人人。本縣县治為苏珊维尔。

## 歷史

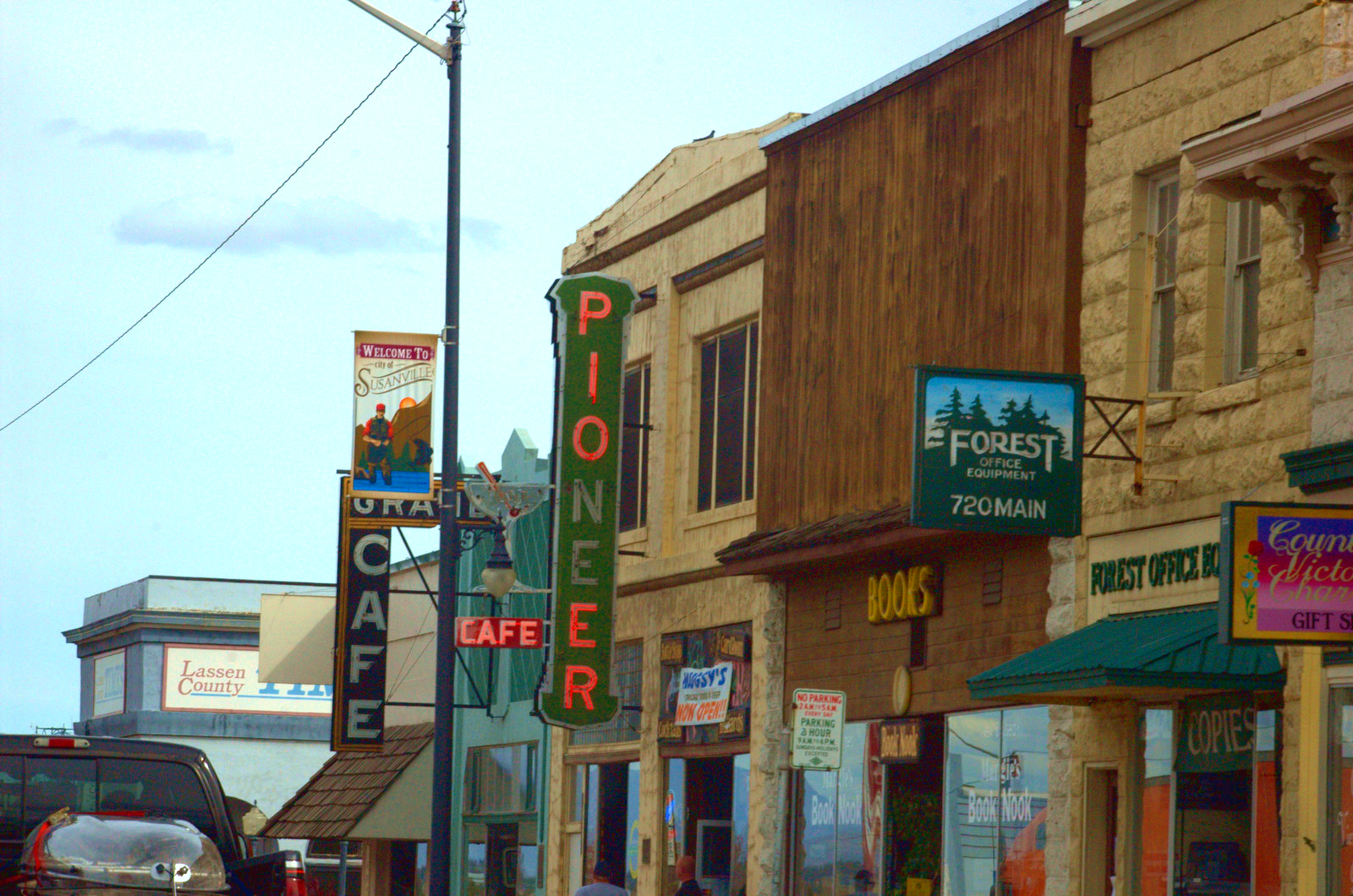
县治苏珊维尔

本縣成立於1864年4月1日，係自普卢默斯县與沙斯塔县獨立。縣名取自拉森火山，而拉森火山的名稱則是紀念丹麥裔美國人鐵匠、牧場主、探勘者和互濟會成員彼得·拉森。
拉森县於19世紀末至20世紀初是一個林業興盛的地區。於1913年，弗利和拉森鐵路完工，使本縣運送木材的工作更方便。之後，紅河木材公司成立，並大力支持本縣的林業發展。該公司於苏珊维尔設立多間木材廠。後來，本縣木材業衰落，致使多間木材廠倒閉。於2007年5月，苏珊维尔最後一間木材廠被擁有者謝拉太平洋工業關閉。

## 地理

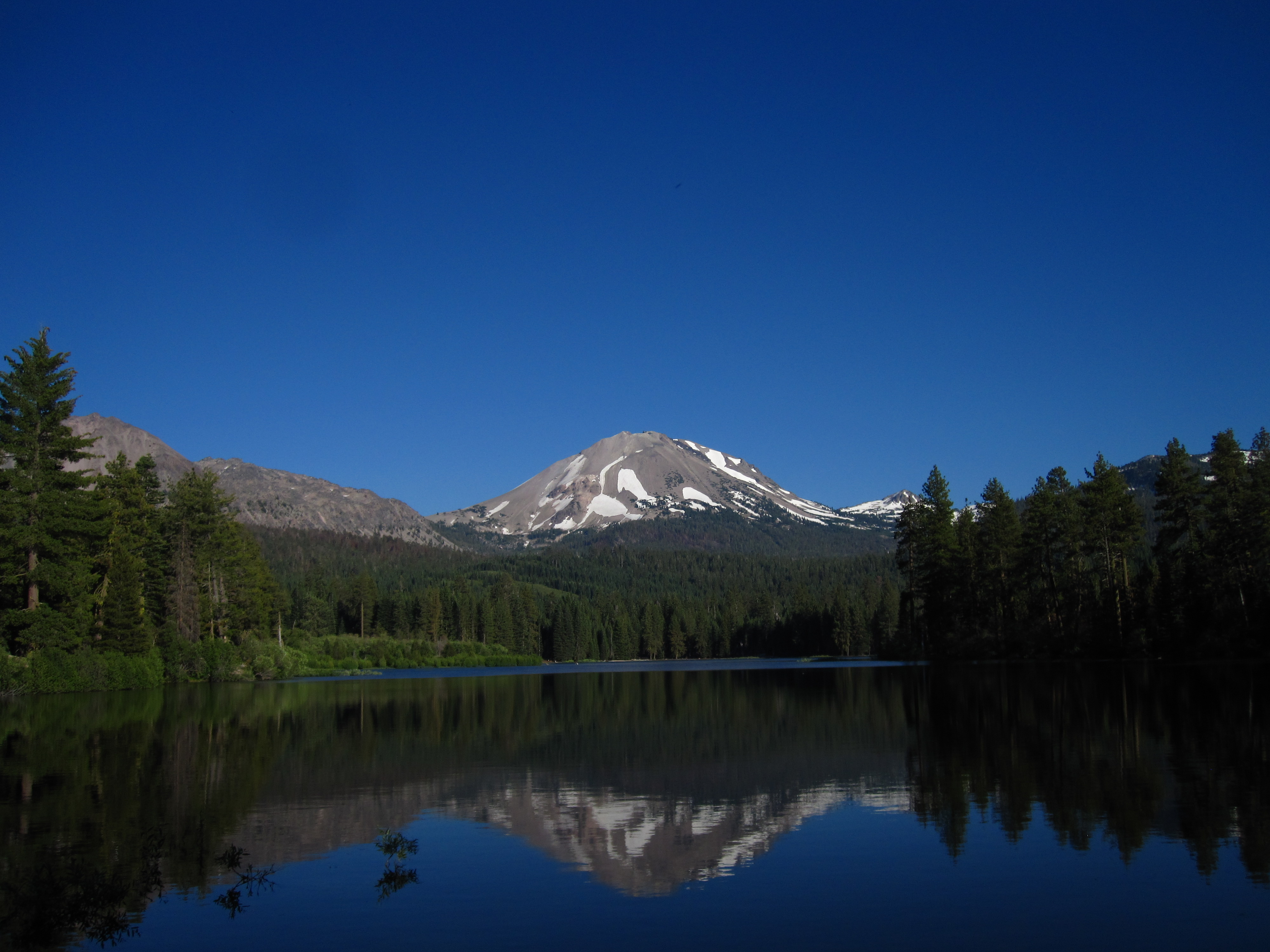
拉森火山國家公園

根據2000年人口普查，拉森縣的總面積為4,720.37平方英里（12,225.7平方），其中有4,557.27平方英里（11,803.3平方），即96.54%為陸地；163.1平方英里（422平方），即3.46%為水域。本縣既是加利福尼亞州面積第九大的縣份，亦是美國面積第78大的縣份。

### 毗鄰縣
- 加利福尼亞州 謝拉縣：東南方
- 加利福尼亞州 普卢默斯县：南方
- 加利福尼亞州 沙斯塔县：西方
- 加利福尼亞州 莫多克县：北方
- 內華達州 瓦肖县：東方

### 國家保護區
- 拉森國家森林公園（部分）
- 拉森火山國家公園（部分）
- 莫多克國家森林公園（部分）
- 普路瑪國家森林公園（部分）
- 托伊亞比國家森林公園（部分）

### 建制市镇
| 自治体（市/镇）        | 成立年份 | 人口（2018） |
| ---------------------- | -------- | ------------ |
| 苏珊维尔（Susanville） | 1900     | 15,165       |

## 人口
| 调查年            | 人口   | 备注 | %±     |
| ----------------- | ------ | ---- | ------ |
| 1870              | 1,327  |      | —      |
| 1880              | 3,340  |      | 151.7% |
| 1890              | 4,239  |      | 26.9%  |
| 1900              | 4,511  |      | 6.4%   |
| 1910              | 4,802  |      | 6.5%   |
| 1920              | 8,507  |      | 77.2%  |
| 1930              | 12,589 |      | 48.0%  |
| 1940              | 14,479 |      | 15.0%  |
| 1950              | 18,474 |      | 27.6%  |
| 1960              | 13,597 |      | −26.4% |
| 1970              | 14,960 |      | 10.0%  |
| 1980              | 21,661 |      | 44.8%  |
| 1990              | 27,598 |      | 27.4%  |
| 2000              | 33,828 |      | 22.6%  |
| 2010              | 34,895 |      | 3.2%   |
| [ 6 ] [ 7 ] [ 8 ] |        |      |        |

### 2010年
根據2010年人口普查，拉森县擁有34,895居民。而人口是由73.2%白人、8.1%黑人、3.5%土著、1%亞洲人、0.5%太平洋岛民、10.2%其他種族和3.5%混血构成。而西班牙裔或拉丁美洲人佔了人口17.5%。

### 2000年
根據2000年人口普查，拉森县擁有33,828居民、9,625住戶和6,776家庭。其人口密度為每平方英里7居民（每平方公里3居民）。本縣擁有12,000間房屋单位，其密度為每平方英里3間（每平方公里1間）。而人口是由80.8%白人、8.8%黑人、3.3%土著、0.7%亞洲人、0.4%太平洋岛民、3.2%其他種族和2.7%混血构成。而西班牙裔或拉丁美洲人佔了人口13.8%。在80.8%白人中，有13.8%為德國人、12.1%為愛爾蘭人、10.5%為英國人、以及5%為意大利人。88.2%人口的母語為英語和10.3%為西班牙語。
在9,625住户中，有35.9%擁有一個或以上的兒童（18歲以下）、55.8%為夫妻、10.3%為單親家庭、29.6%為非家庭、24.5%為獨居、9.2%住戶有同居長者。平均每戶有2.59 人，而平均每個家庭則有3.08人。在33,828居民中，有21.8%為18歲以下、10.8%為18至24歲、36.9%為25至44歲、21.4%為45至64歲以及9%為65歲以上。人口的年齡中位數為35歲，女子對男子的性別比為100：168.8。成年人的性別比則為100：192.2。
本縣的住戶收入中位數為$36,310，而家庭收入中位數則為$43,398。男性的收入中位數為$37,333，而女性的收入中位數則為$26,561，人均收入為$14,749。約11.1%家庭和14%人口在貧窮線以下，包括16.1%兒童（18歲以下）及7.8%長者（65歲以上）。

## 外部連結
- Lassen County Times Newspaper （页面存档备份，存于）
- Lassen County History and Culture
- Lassen County website （页面存档备份，存于）